# Gertrudiella
Gertrudiella Broth., 1925 è un genere di muschi della famiglia Pottiaceae.

## Tassonomia
Il genere comprende le seguenti specie:
- Gertrudiella andreaeoides (Cardot & Broth.) J.A. Jiménez & M.J. Cano
- Gertrudiella cardotii (Dusén) J.A. Jiménez & M.J. Cano
- Gertrudiella churchilliana (J.A. Jiménez & M.J. Cano) J.A. Jiménez & M.J. Cano
- Gertrudiella coquimbensis (J.A. Jiménez & M.J. Cano) J.A. Jiménez & M.J. Cano
- Gertrudiella elata (R.S. Williams) J.A. Jiménez & M.J. Cano
- Gertrudiella fusca (Müll. Hal.) J.A. Jiménez & M.J. Cano
- Gertrudiella gelida (Cardot) J.A. Jiménez & M.J. Cano
- Gertrudiella glaucescens (Hampe) J.A. Jiménez & M.J. Cano
- Gertrudiella granulosa (Thér.) J.A. Jiménez & M.J. Cano
- Gertrudiella limensis (J.A. Jiménez & M.J. Cano) J.A. Jiménez & M.J. Cano
- Gertrudiella mendozensis (Mitt.) J.A. Jiménez & M.J. Cano
- Gertrudiella nevadensis (R.H. Zander) J.A. Jiménez & M.J. Cano
- Gertrudiella oedocostata (J.A. Jiménez & M.J. Cano) J.A. Jiménez & M.J. Cano
- Gertrudiella santessonii (E.B. Bartram) J.A. Jiménez & M.J. Cano
- Gertrudiella torquata (Taylor) J.A. Jiménez & M.J. Cano
- Gertrudiella uncinicoma (Müll. Hal.) G.M. Suárez & Schiavone
- Gertrudiella xanthocarpa (Müll. Hal.) J.A. Jiménez & M.J. Cano